# Muzeum Skanzen Krňovice
Das private Freilichtmuseum Podorlický skanzen Krňovice (Adlergebirgsvorland Freilichtmuseum in Krniowitz) liegt bei Krňovice bei Třebechovice pod Orebem in Tschechien. Es konzentriert sich auf architektonische und technische Denkmäler der Region Hradec Králové. Es wird von der Firma Dřevozpracující družstvo und vom Tschechischen Naturschutzverband getragen. Als Standort des Museums war ursprünglich das Dorf Bělečko vorgesehen. Obwohl dort bereits ein geeignetes Grundstück erworben wurde, musste das Museum auf Grund der zunehmend ablehnenden Haltung des Dorfes und insbesondere des damaligen Bürgermeisters ein anderer Standort suchen, welcher schließlich bei dem Dorf Krňovice gefunden wurde. Seit 2002 wird das Museum – auch mit  ehrenamtlicher Arbeit – fortlaufend ausgebaut. Etwa alle 1–2 Jahre kann ein neues Gebäude eröffnet werden. Das Museum organisiert regelmäßig Veranstaltungen, die sich auf historische Technik und Handwerk beziehen sowie Thementage an Wochenenden.